# José Antonio Vucetich
José Antonio Vucetich   (Buenos Aires, 14 de juny de 1919 - Ciutat de Mèxic, 12 de desembre de 1973) fou un futbolista argentí de la dècada de 1940.
Fou conegut amb el sobrenom del Rus. Jugava a la posició de defensa dret. A l'Argentina fou jugador d'El Porvenir (1939-40) i CA Lanús. Posteriorment destacà a Mèxic a les files de Jaiba Brava Tampico FC. La temporada 1948-48 va fitxar pel RCD Espanyol de Pepe Espada, retornant a continuació a Mèxic.
El seu fill Víctor Manuel Vucetich també fou futbolista.